# Безсмельницын, Олег Владимирович
Олег Владимирович Безсмельницын (род. 26 августа 1974, Дрезден, ГДР, ГСВГ) —  российский деятель органов внутренних дел. Министр внутренних дел по Республике Адыгея с 29 ноября 2021 года. Генерал-майор полиции (2022).

## Биография
Родился 26 августа 1974 года в городе Дрездене ГДР в семье военнослужащего.
Образование высшее - в 1995 году окончил Екатеринбургское высшее артиллерийское командное училище, по специальности «Командная тактическая артиллерия»; в 2006 году окончил Армавирский лингвистический социальный институт, по специальности «Юриспруденция».
С 1995 по 1997 годы проходил службу в Вооруженных силах Российской Федерации.
Службу в органах внутренних дел начал в 1997 году, в должности госавтоинспектора регистрационно-экзаменационного подразделения ГАИ УВД города Тихорецка Краснодарского края.
С 2002 года работал на различных должностях, в том числе руководящих, в оперативных службах, а также в подразделениях по борьбе с организованной преступностью и противодействию экстремизму Главного управления МВД России по Южному федеральному округу и ГУ МВД России по Краснодарскому краю.
В период с 2015 по 2016 годы занимал должность заместителя начальника управления уголовного розыска ГУ МВД России по Краснодарскому краю.
2016 по 2021 — начальник управления по контролю за оборотом наркотиков ГУ МВД России по Краснодарскому краю.
Неоднократно поощрялся руководством МВД России и Главных управлений МВД России по Южному федеральному округу и Краснодарскому краю.
В 1996 году удостоен государственной награды – медали ордена «За заслуги перед Отечеством» II степени.
За добросовестное выполнение служебных обязанностей и достигнутые успехи в служебной деятельности приказом Министра внутренних дел Российской Федерации награждён наградным оружием - пистолетом Макарова.
29 ноября 2021 года Указом Президента Российской Федерации полковник полиции Олег Владимирович Безсмельницын назначен министром внутренних дел по Республике Адыгея.
Указом Президента Российской Федерации № 800 от 7 ноября 2022 года Безсмельницыну О.В. присвоено специальное звание высшего начальствующего состава - генерал-майор полиции.

## Семья
Отец — Владимир Безсмельницын. Женат, имеет двух детей.

## Награды
Государственные
- Медаль ордена «За заслуги перед Отечеством» II степени
- Медаль «За отличие в охране общественного порядка»
- Заслуженный сотрудник органов внутренних дел Российской Федерации

Ведомственные
- Медаль «За доблесть в службе» (МВД России)
- Медаль «За боевое содружество» (МВД России)
- Медаль «200 лет МВД России» (МВД России)
- Медаль «За отличие в службе» I, II, III степеней (МВД России)
- Медаль «За заслуги в управленческой деятельности» III степени (МВД России)
- Медаль «За боевое содружество» (ФСО России)
- Медаль «За содействие» (ГФС России)
- Нагрудный знак «Почётный сотрудник МВД» (МВД России)
- Нагрудный знак «200 лет МВД России» (МВД России)

- Наградное оружие — пистолет Макарова (2019)

Региональные
- Почётный знак Государственного Совета — Хасэ Республики Адыгея «Закон, долг, честь»